# Viatcheslav Gorpichine
Viatcheslav Nikolaïevitch Gorpichine (en russe : Вячеслав Николаевич Горпишин, en anglais Vyacheslav Gorpishin), né le 20 janvier 1970 à Kichinev (URSS, aujourd'hui Moldavie), est un ancien joueur de handball russe évoluant au poste d'arrière gauche. Il est notamment champion olympique en 2000 et double champion du monde en 1993 et 1997.

## Biographie
Après avoir commencé le handball dans sa ville natale de Chișinău, son talent est repéré par le CSKA Moscou dont il intègre l’école de formation. Il participe peu à peu aux championnats soviétique puis russe qu’il remporte en 1994 et 1995.
Entre-temps, il est sélectionné en équipe nationale et devient champion du monde en 1993 avant de s’incliner en finale du Championnat d'Europe 1994.
En 1995, il prend la direction du Championnat d'Allemagne de division 2 où il évolue pour le HG Erlangen pendant 5 saisons, pour le SG Leutershausen entre 2000 et 2003, le TSG Friesenheim pour une saison puis entre 2004 et 2008 pour le Eintracht Hildesheim avec lequel il participe lors de la saison 2005-2006 à la Bundesliga .
Il continue pour autant à être sélectionné en équipe de Russie et remporte un second titre de champion du monde en 1997 et de champion olympique en 2000, ainsi que deux médailles d’argent au Championnat du monde 1999
et au Championnat d'Europe 2000 et enfin la médaille de bronze aux Jeux olympiques de 2004 à Athènes.

## Palmarès

### Sélection nationale
- Jeux olympiques[1]
  -  Médaille d'or aux Jeux olympiques de 2000 à Sydney,  Australie
  -  Médaille de bronze aux Jeux olympiques de 2004 à Athènes,  Grèce
  - 5e place aux Jeux olympiques de 1996 à Atlanta,  États-Unis
- Championnats du monde
  -  Médaille d'or au Championnat du monde 1993
  -  Médaille d'or au Championnat du monde 1997
  -  Médaille d'argent au Championnat du monde 1999
- Championnats d'Europe
  -  Médaille d'argent au Championnat d'Europe 1994
  -  Médaille d'argent au Championnat d'Europe 2000

### En club
- Championnat de Russie (2) : 1994, 1995
- Championnat d'Allemagne de division 2 (1) : 2006